# Wasilij Afonin
Wasilij Maksimowicz Afonin (ros. Василий Максимович Афонин; ur. 19 maja 1919 we wsi Mostowaja w guberni tulskiej, zm. 4 stycznia 1996 w Moskwie) – as myśliwski radzieckich Sił Powietrznych z 17 potwierdzonymi zwycięstwami w II wojnie światowej.

## Życiorys
Od 1938 roku Wasilij M. Afonin służył w Armii Czerwonej, po ukończeniu w 1939 roku Szkoły Lotniczej w Borisoglebsku (Борисоглебскую военную авиационную школу лётчиков) służył w jednostkach bojowych Leningradzkiego Okręgu Wojskowego. 
W czasie wojny zimowej służył w 38 pułku lotnictwa myśliwskiego ZSRR. W okresie od grudnia 1941 do czerwca 1942 służył w 510 pułku lotnictwa myśliwskiego ZSRR. Od lutego 1943 do grudnia 1944 w 162 pułku lotnictwa myśliwskiego ZSRR. W jednostce latał na samolotach Jak-1, Jak-7 oraz Jak-9. W okresie tym odniósł prawie wszystkie swoje zwycięstwa powietrzne. Pierwsze 8 lipca 1943 roku.
W maju 1945 został przydzielony do 172 pułku lotnictwa myśliwskiego ZSRR działającego w Północnej Grupie Wojsk w Polsce. W listopadzie 1955 roku w stopniu podpułkownika przeszedł do rezerwy.
Został odznaczony tytułem Bohatera Federacji Rosyjskiej. Był także odznaczony trzykrotnie Orderem Czerwonego Sztandaru, dwukrotnie Orderem Wojny Ojczyźnianej, Medalem „Za zasługi bojowe”.
Pochowany na Cmentarzu Gołowinskim w Moskwie.